# تولید بدون‌ساخت

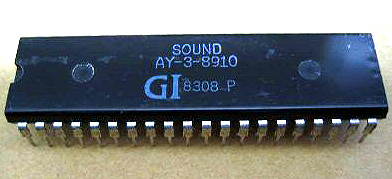
تولید بدون‌ساخت

تولید بدون‌ساخت (به انگلیسی: Fabless manufacturing) (عامیانه: فب‌لس مشتق شده از فب (به انگلیسی: Fab) (یا به شکل کامل:Fabrication) و لس (به انگلیسی: less) به معنی بدون ساخت) به فرایند طراحی و فروش سخت‌افزار و تراشه‌های نیم‌رسانا و برون‌سپاری در مرحله تولید، به شرکت‌های اختصاصی تولید نیم‌رسانا معروف به شرکت‌های ریخته‌گری نیم‌رسانا گفته می‌شود. شرکت‌های سازنده اغلب در چین واقع شده‌اند. به‌دلیل هزینه کمتر کارگر، شرکت‌های فب‌لس قادر خواهند بود تمرکز خود را بر موضوع تحقیق و توسعه محدودکنند.
برنی واندراشمیت از زایلینکس و گوردون کمپبل از شرکت چیپس اَند تکنولوژیس به عنوان پیشرو در این صنعت شناخته می‌شوند. اولین شرکت نیم‌رسانا بدن‌ساخت، وسترن دیجیتال سنتر بود که در سال ۱۹۷۸ تأسیس شد. زایلینکس نیز که در سال ۱۹۸۴ تأسیس شد، اولین شرکتی بود که به معنای واقعی فرایند طراحی و تولیدش را تفکیک نمود.
از مهم‌ترین شرکت‌های بدون‌ساخت می‌توان به تی‌اس‌ام‌سی اشاره کرد.

## پیشروها
۵ پیشرو برتر فروش برای شرکت‌های فَب‌لِس در "۲۰۲۰" عبارت بودند از:
| رتبه | شرکت    | مرکز فرماندهی | درآمد (میلیون دلار آمریکا) |
| ---- | ------- | ------------- | -------------------------- |
| ۱    | کوالکام | ایالات متحده  | ۱۹٬۴۰۷                     |
| ۲    | برودکام | ایالات متحده  | ۱۷۷۴۵                      |
| 3    | انویدیا | ایالات متحده  | ۱۵٬۴۱۲                     |
| 4    | مدیاتک  | تایوان        | ۱۰٬۹۲۹                     |
| 5    | ای‌ام‌دی  | ایالات متحده  | ۹۷۶۳                       |

پنج شرکت پیشرو در زمینه فب‌لس از نظر درآمد درسال ۲۰۱۱ به‌شرح زیر هستند:
| رده | شرکت    | کشور مبدأ           | درآمد (میلیون دلار) |
| --- | ------- | ------------------- | ------------------- |
| ۱   | کوالکام | ایالات متحده آمریکا | ۹٬۹۱۰               |
| ۲   | برودکام | ایالات متحده آمریکا | ۷٬۱۶۰               |
| ۳   | ای‌ام‌دی  | ایالات متحده آمریکا | ۶٬۵۶۸               |
| ۴   | ان‌ویدیا | ایالات متحده آمریکا | ۳٬۹۳۹               |
| ۵   | مارول   | ایالات متحده آمریکا | ۳٬۴۴۵               |